# Maciej Nurkiewicz
Maciej Nurkiewicz (ur. 13 marca 1979 w Warszawie) – polski szachista.

## Kariera szachowa
Wielokrotnie startował w turniejach o mistrzostwo Polski juniorów w różnych kategoriach wiekowych, zdobywając trzy medale: dwa srebrne (Limanowa 1991 – w kategorii do 12 lat i Sopot 1997 – do 18 lat) oraz brązowy (Barlinek 1996 – do 20 lat). W 1991 r. w Warszawie reprezentował Polskę na mistrzostwach świata juniorów do 12 lat, dzieląc VII-XII miejsce.
Jest wielokrotnym medalistą drużynowych mistrzostw Polski, w barwach "Polfy" Grodzisk Mazowiecki (srebrnym – 2003, 2004, 2005 oraz brązowym – 2002). W 2004 r. zwyciężył w kołowym turnieju YMCA w Warszawie oraz podzielił III m. (za Jewgienijem Szarapowem i Dariuszem Szoenem, wspólnie z Piotrem Mickiewiczem i Bartłomiejem Heberlą) w memoriale Józefa Kochana w Koszalinie. Na przełomie 2008 i 2009 r. podzielił II m. (za Grzegorzem Gajewskim, wspólnie z m.in. Kacprem Piorunem, Dariuszem Świerczem i Wadimem Szyszkinem) w rozegranym w Krakowie turnieju Cracovia 2008/09.
Najwyższy ranking w dotychczasowej karierze osiągnął 1 września 2010 r., z wynikiem 2430 punktów zajmował wówczas 50. miejsce wśród polskich szachistów.

## Życie prywatne
Żoną Macieja Nurkiewicza jest Magdalena Gużkowska-Nurkiewicz, indywidualna mistrzyni Polski oraz reprezentantka kraju na szachowej olimpiadzie w Moskwie w 1994 roku.